# Кайлы (Мошковский район)
Кайлы́ — село в Мошковском районе Новосибирской области. Административный центр Кайлинского сельсовета. 

## География
Площадь села — 110 гектаров.

## Население
| 2002 | 2007 | 2010 |
| ---- | ---- | ---- |
| 583  | ↗610 | ↘514 |

## Инфраструктура
В селе по данным на 2007 год функционируют 1 учреждение здравоохранения и 1 учреждение образования.